# Övra Gässmyrtjärnen
Övra Gässmyrtjärnen är en sjö i Ljusdals kommun i Hälsingland och ingår i Ljusnans huvudavrinningsområde.